# Опи (коммуна)

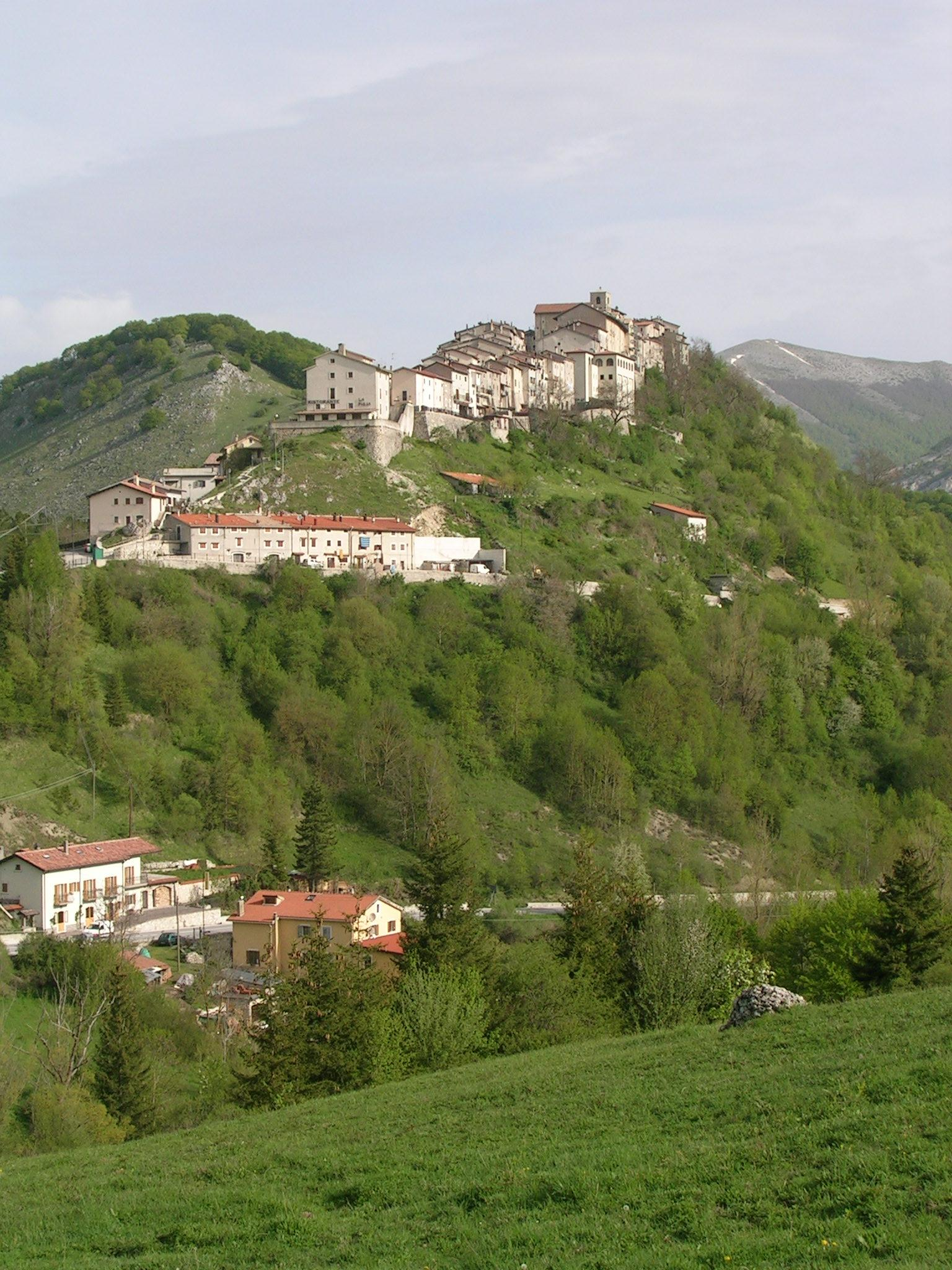
Вид на Опи.

Опи (итал. Opi) — коммуна в Италии, расположенная в регионе Абруццо, подчиняется административному центру Л’Акуила.
Население составляет 470 человек (на 2005 г.), плотность населения составляет 9,5 чел./км². Занимает площадь 49,46 км². Почтовый индекс — 67030. Телефонный код — 0863.
Покровителем населённого пункта почитается Иоанн Креститель. День города ежегодно празднуется 24 июня.